# Батипаља
Батипаља (итал. Battipaglia) град је у јужној Италији. Батипаља је други по величини град округа Салерно у оквиру италијанске покрајине Кампанија.

## Природне одлике
Град Батипаља налази се у јужном делу Италије, на 20 км источно од Салерна. Град је налази у области плодне и густо насељене Салернска равнице на надморској висини од око 70 m. Северно од града пружају Кампањски Апенини.

## Географија
| Клима (Батипаља)           | Клима (Батипаља) | Клима (Батипаља) | Клима (Батипаља) | Клима (Батипаља) | Клима (Батипаља) | Клима (Батипаља) | Клима (Батипаља) | Клима (Батипаља) | Клима (Батипаља) | Клима (Батипаља) | Клима (Батипаља) | Клима (Батипаља) | Клима (Батипаља) |
| Показатељ \ Месец          | .Јан.            | .Феб.            | .Мар.            | .Апр.            | .Мај.            | .Јун.            | .Јул.            | .Авг.            | .Сеп.            | .Окт.            | .Нов.            | .Дец.            | .Год.            |
| -------------------------- | ---------------- | ---------------- | ---------------- | ---------------- | ---------------- | ---------------- | ---------------- | ---------------- | ---------------- | ---------------- | ---------------- | ---------------- | ---------------- |
| Средњи максимум, °C (°F)   | 13,2 (55,8)      | 14,0 (57,2)      | 16,1 (61)        | 18,6 (65,5)      | 22,9 (73,2)      | 26,7 (80,1)      | 29,1 (84,4)      | 29,5 (85,1)      | 27,0 (80,6)      | 22,8 (73)        | 18,1 (64,6)      | 14,2 (57,6)      | 29,5 (85,1)      |
| Средњи минимум, °C (°F)    | 4,9 (40,8)       | 5,2 (41,4)       | 6,5 (43,7)       | 8,4 (47,1)       | 11,7 (53,1)      | 15,1 (59,2)      | 17,5 (63,5)      | 17,8 (64)        | 15,9 (60,6)      | 12,6 (54,7)      | 8,7 (47,7)       | 6,0 (42,8)       | 4,9 (40,8)       |
| Количина падавина, mm (in) | 121 (47,6)       | 99 (39)          | 94 (37)          | 78 (30,7)        | 45 (17,7)        | 27 (10,6)        | 14 (5,5)         | 43 (16,9)        | 64 (25,2)        | 111 (43,7)       | 158 (62,2)       | 134 (52,8)       | 988 (388,9)      |
| [ тражи се извор ]         |                  |                  |                  |                  |                  |                  |                  |                  |                  |                  |                  |                  |                  |

## Становништво
Према резултатима пописа становништва 2011. у општини је живело 50.464 становника.
| 1931. | 1936. | 1951.  | 1961.  | 1971.  | 1981.  | 1991.  | 2001.  | 2011.  |
| ----- | ----- | ------ | ------ | ------ | ------ | ------ | ------ | ------ |
| 7.997 | 9.436 | 16.896 | 25.992 | 33.277 | 40.797 | 47.139 | 50.359 | 50.464 |

Батипаља данас има око 51.000 становника, махом Италијана. Последњих деценија број становника у граду расте.